# 溝呂木繁
溝呂木 繁（みぞろぎ しげる、1919年9月20日 - 没年不明）は、日本の経営者。日本衛星放送社長、会長を務めた。

## 経歴
神奈川県出身。1942年に東京帝国大学法学部政治学科を卒業し、同年に逓信省に入省。大臣官房長、1969年11月に経理局長、1971年7月に郵政局長、1973年7月から1975年7月までに郵政事務次官を務めた。1977年11月には田村電機製作所社長に就任し、1984年6月に会長を経て、1984年12月から1988年6月までに日本衛星放送社長を務めた。
1989年11月に勲二等旭日重光章を受章した。